# Levar Stoney
Levar Marcus Stoney (Long Island, 20 marzo 1981) è un politico statunitense, sindaco di Richmond a partire dal 1º gennaio 2017.